# Farris
Farris, eller Farrisvannet, er en sø beliggende i Vestfold og Telemark fylke ved grænsen til til de so sammenlagte  fylker i Norge. Langt den største del af Farris ligger i Larvik kommune, mens den længst i nord danner grænse til Porsgrunn og strækker sig ind i Siljan kommune. Søen har et areal på ca. 22 km2, og er op til ca. 130 m dyb. Farris er en væsentlig del af Farrisvassdraget som strækker sig fra Skrimfjella i nord til Larviksfjorden i syd, og den vigtigste vandkilde er Siljanelva som muder ud i søen helt mod nord; Dertil kommer fra vest den mindre Rekåa via Oklungen og munder ud mod nordvest i søen.
Farris er geologisk set en fortsættelse af Larviksfjorden. En stor endemoræne danner Farriseidet (Farristangen) på tværs af den langstrakte fjordstruktur, og opdæmmer Farrissøen i sydenden. Søen har således en udstrækning på 20,5 km i nord-syd-retning, mens største bredde sjældent overstiger en km. Farris består af to hoveddele, hver 10-11 km lange. I sydøst det egentlige Farrisvannet med Lysbufjorden i nord og Nesfjorden mod vest med forbindelse til Eikenesfjorden i nordvest. Mellem disse dele ligger en række øer, de største er Bjørnøya, Eikenesøya og Flatøya.
Farriselva er det eneste naturlige udløb fra Farrisvannet, og har en længde på ca. 1.100 meter før den munder ud i havet ved Larvik. Elven med sit vandfald har været en vigtig kraftkilde for Larviks industri siden 1500-tallet. De senere år har den haft begrænset vandføring pga. stor udvinding af drikkevand og kraftproduktion.
Vestfold Interkommunale Vannverk leverer drikkevand fra Farris og Eikeren til omtrent 200.000 indbyggere. Søerne er drikkevandskilde for nær 170 000 personer, hovedsageligt i Vestfold fylke. Farris er også reservoir for Fritzøe kraftverk.
Farris har givet navn til mineralvandet Farris, som siden 1907 er tappet fra naturlige kilder med grundvand fra Bøkeskogen, og ikke fra søen.

## Eksterne kilder og henvisninger
1. ↑  Farris Arkiveret 3. juni 2020 hos  Wayback Machine på snl.no

- Vestfold Interkommunale Vannverk, VIV Arkiveret 8. februar 2016 hos  Wayback Machine